# Jakub Martinec
Jakub Martinec (Vysoké Mýto, 13 marzo 1998) è un calciatore ceco, difensore dello Jablonec.

## Carriera

### Club
Cresciuto nelle giovanili di Vysoké Mýto e Hradec Králové, nel 2016 viene inserito nella seconda squadra di quest'ultima. Nel 2018 viene promosso in prima squadra, con cui disputa due stagioni in seconda serie; l'11 agosto 2020 si trasferisce allo Jablonec, in massima serie.

### Nazionale
Ha giocato nella nazionale ceca Under-17.

## Statistiche

### Presenze e reti nei club
Statistiche aggiornate al 19 luglio 2024.
| Stagione              | Squadra               | Campionato            | Campionato | Campionato | Coppe nazionali | Coppe nazionali | Coppe nazionali | Coppe continentali | Coppe continentali | Coppe continentali | Altre coppe | Altre coppe | Altre coppe | Totale | Totale |
| Stagione              | Squadra               | Comp                  | Pres       | Reti       | Comp            | Pres            | Reti            | Comp               | Pres               | Reti               | Comp        | Pres        | Reti        | Pres   | Reti   |
| --------------------- | --------------------- | --------------------- | ---------- | ---------- | --------------- | --------------- | --------------- | ------------------ | ------------------ | ------------------ | ----------- | ----------- | ----------- | ------ | ------ |
| 2018-2019             | Hradec Králové        | 2L                    | 22         | 2          | CRC             | 2               | 1               | -                  | -                  | -                  | -           | -           | -           | 24     | 3      |
| 2019-2020             | Hradec Králové        | 2L                    | 25         | 3          | CRC             | 3               | 0               | -                  | -                  | -                  | -           | -           | -           | 28     | 3      |
| Totale Hradec Králové | Totale Hradec Králové | Totale Hradec Králové | 47         | 5          |                 | 5               | 1               |                    | -                  | -                  |             | -           | -           | 52     | 6      |
| 2020-2021             | Jablonec              | 1L                    | 22         | 0          | CRC             | 0               | 0               | UEL                | 1                  | 0                  | -           | -           | -           | 23     | 0      |
| 2021-2022             | Jablonec              | 1L                    | 28         | 1          | CRC             | 3               | 0               | UEL+UECL           | 2+4                | 0+1                | -           | -           | -           | 37     | 2      |
| 2022-2023             | Jablonec              | 1L                    | 21         | 2          | CRC             | 1               | 1               | -                  | -                  | -                  | -           | -           | -           | 22     | 3      |
| 2023-2024             | Jablonec              | 1L                    | 28         | 4          | CRC             | 3               | 0               | -                  | -                  | -                  | -           | -           | -           | 31     | 4      |
| 2024-2025             | Jablonec              | 1L                    | 0          | 0          | CRC             | 0               | 0               | -                  | -                  | -                  | -           | -           | -           | 0      | 0      |
| Totale Jablonec       | Totale Jablonec       | Totale Jablonec       | 99         | 7          |                 | 7               | 1               |                    | 7                  | 1                  |             | -           | -           | 113    | 9      |
| Totale carriera       | Totale carriera       | Totale carriera       | 146        | 12         |                 | 12              | 2               |                    | 7                  | 1                  |             | -           | -           | 165    | 15     |